# Rosie
《Rosie》，日本女性創作歌手aiko的第8張單曲。2001年5月30日發行。

## 簡介
CD單曲內收錄的三首歌都是aiko地下時期已經發表過的作品。其中《Rosie》是專輯《GIRLIE》的曲目；《早安之吻》是專輯《astral box》的曲目；《他》則是aiko參加的合輯的曲目。
《Rosie》是一首以女性視角傳達給男性戀人願望的歌曲。雖然「Rosie」一般是女性名字，但在這首歌被認為設定是男性。

## 收錄曲目
1. Rosie（ロージー）
2. 早安之吻（キスでおこして）
3. 他
4. Rosie（insturumental）

全曲 作詞・作曲：AIKO；編曲：島田昌典

## 外部連結
- 唱片介紹